# Kenneth Carpenter
Kenneth Carpenter (ur. 21 września 1949 w Tokio) – amerykański paleontolog.

## Życiorys
Specjonalizował się w badaniu dinozaurów, w szczególności żyjących we wczesnej kredzie, dinozaurów opancerzonych oraz ich rozmnażania. Badał również zależności w łańcuchach pokarmowych wśród wczesnokredowych ryb i gadów morskich oraz sposób poruszania się plezjozaurów. Obecnie jest kierownikiem laboratorium preparującego skamieniałości w Denver Museum of Nature and Science, gdzie pracuje również jako kustosz w dziale paleontologii kręgowców.
Opisał i nazwał kilkanaście rodzajów dinozaurów, m.in.: Animantarx, Cedarosaurus, Cedarpelta, Gargoyleosaurus, Gojirasaurus, Niobrarasaurus czy Venenosaurus.
Jest autorem lub współautorem ponad dwustu naukowych i popularnonaukowych artykułów oraz kilku książek, takich jak Dinosaur Systematics (1990), Dinosaur Eggs and Babies (1994), Eggs, Nests and Baby Dinosaurs (1999), The Armored Dinosaurs (2001), The Carnivorous Dinosaurs (2005) czy Horns and Beaks: Ceratopsian and Ornithopod Dinosaurs (2006).